# Fira med Ferris
Fira med Ferris (i Sverige) eller Lägg i fritt, Ferris (i Finland) (originaltitel: Ferris Bueller's Day Off) är en amerikansk komedifilm från 1986, skriven och regisserad av John Hughes.
Filmen släpptes 11 juni 1986 och blev en stor framgång för Paramount Pictures: den blev väl mottagen av både publik och kritiker och var en av de mest inkomstbringande filmerna 1986. 2014 valdes filmen ut av National Film Registry att bevaras som ett kulturellt, historiskt eller estetiskt betydande verk.

## Handling
Filmen handlar om Ferris Bueller (Matthew Broderick) som är en kille från Shermer, en fiktiv medelklassförort till Chicago. Han är en ofta skolkande elev i high school och filmen handlar om hur han en dag låtsas vara sjuk, och hur rektorn, Ed Rooney (Jeffrey Jones) bestämmer sig för att sätta dit honom en gång för alla. 
Ferris lyckas få sin flickvän Sloane (Mia Sara) att få ledigt från skolan och paret åker tillsammans med kompisen Cameron (Alan Ruck) till Chicago, Ferris har lyckas övertyga Cameron att de ska köra Camerons fars Ferrari 250 GT California Spyder. De tre rör sig i centrala Chicago (Monroe Street), bland annat i Sears Tower och på Art Institute of Chicago samt under The Loop (Wells Street). På Art Institute of Chicago förlorar sig Cameron i målningen En söndagseftermiddag på ön La Grande Jatte av Georges Seurat. Under deras utflykt till centrala Chicago uppträder Ferris i paraden under Von Steuben Day och sjunger Beatles cover på "Twist and Shout" och Wayne Newtons cover på "Danke Schoen". Scenen med den tysk-amerikanska paraden Von Steuben Day Parade spelades in på Daley Plaza. Basebollscenen är inspelad på Wrigley Field.
Samtidigt inleder rektorn en jakt för att kunna sätta dit Ferris, som lyckas sprida ett rykte om att han är mycket sjuk vilket får hans skolkamrater att starta kampanjen "Save Ferris". Till sist tröttnar Ferris syster Jeanie (Jennifer Grey) på broderns förmåga att slingra sig ur saker och blir liksom rektorn ivrig att sätta dit Ferris och bevisa att han ljuger. Systern åker hem för att bevisa att brodern skolkar och stöter på rektorn som är på jakt efter samma sak. Ett missförstånd gör att systern tror att rektorn attackerar henne varpå hon hamnar på polisstationen. Där möter hon en ungdomsbrottsling (Charlie Sheen) som säger att hon borde sluta bry sig om vad hennes bror gör och istället själv börja njuta av livet. 
I slutet av filmen inser Ferris att han är sen hem och springer igenom grannskapets trädgårdar för att hinna hem före sina föräldrar - vilket han precis lyckas med tack vare hjälp från sin syster. Ferris riktar sig mot åskådaren och säger "Life moves pretty fast. If you don't stop and look around once in a while, you could miss it.".

## Rollista (i urval)
- Matthew Broderick - Ferris Bueller
- Alan Ruck - Cameron Frye
- Mia Sara - Sloane Peterson
- Jeffrey Jones - Ed Rooney
- Jennifer Grey - Jeanie Bueller
- Cindy Pickett - Katie Bueller
- Lyman Ward - Tom Bueller
- Richard Edson - Garage Attendant
- Ben Stein - ekonomilärare
- Charlie Sheen - värsting på polisstation

## Filmmusik
Inget soundtrack släpptes. Yellos "Oh Yeah" blev den stora hiten från filmen. Den ska bland annat ha inspirerat till Simpsonsfiguren Duffmans återkommande fras.[källa behövs]
1. "Love Missile F1-11" (Extended Version) av Sigue Sigue Sputnik
2. "Jeannie" (från I Dream of Jeannie)
3. "Beat City" av The Flowerpot Men
4. "Star Wars music|Main Title / Rebel Blockade Runner" av John Williams (från Star Wars)
5. "Please, Please, Please, Let Me Get What I Want" (instrumental) av The Dream Academy (en cover av en låt av The Smiths)
6. "The Celebrated Minuet" av Luigi Boccherini (Franflrd av the Zagreb Philharmonic Chamber Studio)
7. "Danke Schoen" av Wayne Newton
8. "Twist and Shout" av The Beatles
9. "Radio People" av Zapp
10. "I'm Afraid" av Blue Room
11. "Taking the Day Off" av General Public
12. "The Edge of Forever" av The Dream Academy
13. "March of the Swivelheads" (en remix av "Rotating Head") av The (English) Beat
14. "Oh Yeah" by Yello
15. "BAD" av Big Audio Dynamite
16. "Go Down Moses" med the Fisk Jubilee Singers 1871 (som Cameron sjunger för sig själv i sjuksäng)

## Om filmen

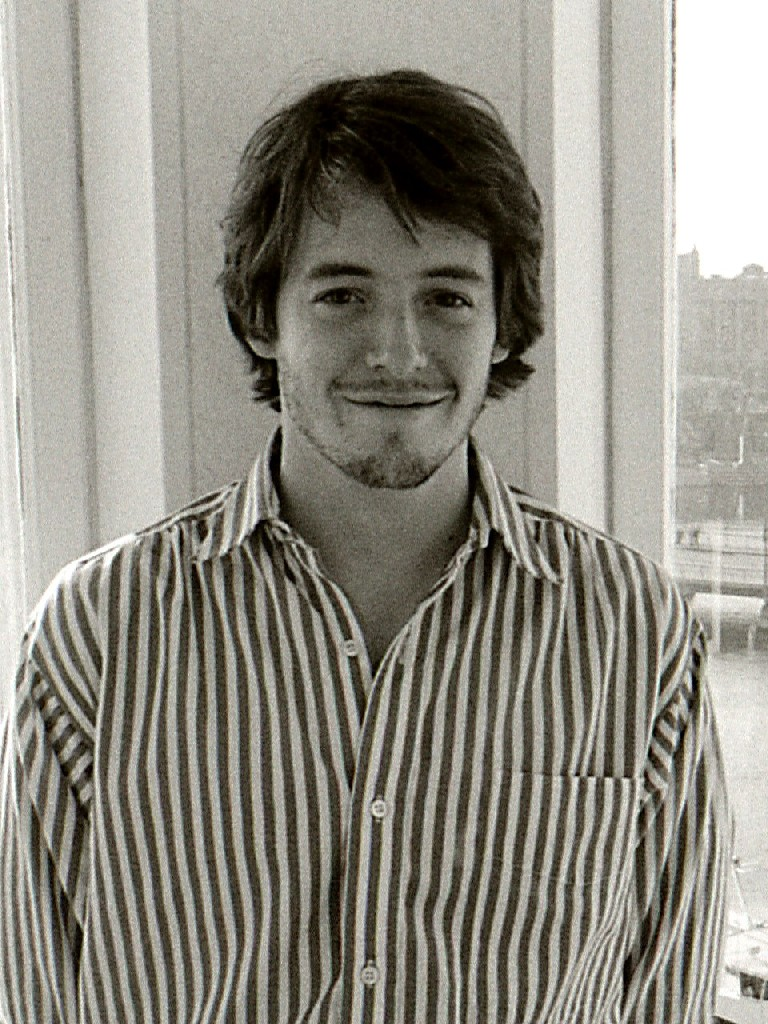
Matthew Broderick i Stockholm 1986 för att prata om Fira med Ferris.

Filmen spelades delvis in på Glenbrook North High School, där John Hughes tog examen. Hughes har i flera av sina filmer valt Chicago som inspelningsplats. 
Alan Ruck och Matthew Broderick spelade tillsammans 1985 i Neil Simons Biloxi Blues. 
Charlie Sheen gör en roll som värsting väntades på polisstationen mot slutet av filmen. Sheen var uppe flera dygn i sträck för att få karaktären att se sliten ut.[källa behövs]
Fira med Ferris beskrivs återkommande som en kultfilm. Inte minst  scenen där uttråkade elever inte svarar och läraren upprepande gånger säger "Anyone?" har fått kultstatus. Läraren spelades av Ben Stein, känd bland annat som talskrivare för Nixon, som fick en andra karriär som skådespelare genom sin medverkan. Steins mest klassiska replik ur filmen är "Bueller?...Bueller?". I Chicago säljs även souvenirer med texten Save Ferris som är en referens till filmen där ett vattentorn målas med texten Save Ferris. 2016 arrangerades en 30-årsfest för filmen i Chicago.